# Dolph Briscoe
Dolph Briscoe, Jr. (23 de abril de 1923 - 27 de junho de 2010) foi o 41º governador do estado americano de Texas, de 16 de janeiro de 1973 a 16 de janeiro de 1979.
Por causa de sua reeleição após uma emenda à Constituição do Texas dobrando o mandato do governador para quatro anos, Briscoe se tornou o último governador a servir um mandato de dois anos e o primeiro a servir um mandato de quatro anos.

Residente vitalício de Uvalde, Briscoe foi eleito pela primeira vez para o Legislativo do Texas em 1948 e serviu como deputado estadual de 1949 a 1957. Como parte do movimento de reforma na política estadual decorrente do escândalo de Sharpstown, Briscoe ganhou a eleição como governador em 1972. Durante seus seis anos como governador, Briscoe presidiu durante um período de reforma no governo estadual enquanto a população e o comércio do Texas cresciam. Após seus dois mandatos como governador, Briscoe voltou aos negócios pecuários e bancários em Uvalde. Ele é reconhecido por ter sido um dos principais cidadãos do estado e um apoiador benevolente de muitas instituições cívicas, culturais e educacionais no Texas e no país. Mais recentemente, antes de sua morte, o ex-governador do Texas estabeleceu o Fundo Dolph e Janey Briscoe para a História do Texas na Universidade do Texas em Austin. Ele também foi o último democrata texano a ser reeleito para a mansão do governador com sua vitória esmagadora na reeleição em 1974; outros governadores democratas Mark White e Ann Richards perderam suas candidaturas à reeleição, respectivamente, em 1986 e 1994.